# Poltava (1894)
Poltava (rusky Полтава) byla jednou ze tří bitevních lodí typu predreadnought třídy Petropavlovsk postavených pro ruské carské námořnictvo v 90. letech 19. století. Krátce po dokončení byla přidělena k tichooceánskému loďstvu a od roku 1901 kotvila v Port Arthuru. Během rusko-japonské války v letech 1904–1905 se účastnila bitev u Port Arthuru a ve Žlutém moři. Během obléhání Port Arthuru byla v prosince 1904 japonskými silami potopena, následně Japonci vyzvednuta a uvedena do služby pod jménem Tango (丹後).
Během první světové války ostřelovala německé opevnění během bitvy o Čching-tao. V roce 1916 prodala japonská vláda Tango Rusům zpět na jejich žádost. Obdržela jméno Česma (Чесма), protože její dřívější jméno mezitím dostala nová loď. Na cestě do Bílého moře se připojila ke spojeneckým silám, které přesvědčila řeckou vládu, aby odzbrojila své lodě. Její posádka se v říjnu 1917 přidala k bolševikům, ale nevyvinula žádné úsilí, když ji Britové během zásahu v severním Rusku na začátku roku 1918 zajali. Následně byla ve špatném stavu používána jako vězeňská loď (hulk). V roce 1919 se Britové stáhli a loď znovu získali bolševici, kteří ji v roce 1924 vyřadili.